# The Noel Redding Band
The Noel Redding Band (někdy také The Clonakilty Cowboys) byla irská folk rocková hudební skupina, založená roku 1972. Zakládajícími členy byli: baskytarista, rytmický kytarista a zpěvák Noel Redding (The Jimi Hendrix Experience, Fat Mattress, Road), sólový zpěvák a klávesista Dave Clarke, sólový kytarista Eric Bell (Thin Lizzy, Them) a bubeník Les Sampson (Road). Skupina se rozpadla v roce 1976. V roce 2003 zemřel Noel Redding a tím zanikla šance na obnovu této skupiny.

## Diskografie
- Clonakilty Cowboys (1975)
- Blowin' (1976)
- The Missing Album (1995)